# Celas (Vinhais)
Celas é uma freguesia portuguesa do município de Vinhais, com 36,75 km² de área e 189 habitantes (censo de 2021). A sua densidade populacional é 5,1 hab./km².

## Demografia
A população registada nos censos foi:
| Distribuição da População por Grupos Etários | Distribuição da População por Grupos Etários | Distribuição da População por Grupos Etários | Distribuição da População por Grupos Etários | Distribuição da População por Grupos Etários |
| -------------------------------------------- | -------------------------------------------- | -------------------------------------------- | -------------------------------------------- | -------------------------------------------- |
| Ano                                          | 0-14 Anos                                    | 15-24 Anos                                   | 25-64 Anos                                   | > 65 Anos                                    |
| 2001                                         | 52                                           | 60                                           | 155                                          | 98                                           |
| 2011                                         | 20                                           | 30                                           | 145                                          | 74                                           |
| 2021                                         | 9                                            | 15                                           | 100                                          | 65                                           |

## Património
- Igreja Paroquial de Celas
- Capela de São Pedro
- Capela de Negreda
- Capela de São Ceibrão
- Capela de Mós